# ۴-نیتروبنزوئیک اسید
۴-نیتروبنزوئیک اسید (به انگلیسی: 4-Nitrobenzoic acid) با فرمول شیمیایی C۷H۵NO۴ یک ترکیب شیمیایی با شناسه پاب‌کم ۶۱۰۸ است. که جرم مولی آن ۱۶۷٫۱۱۸۹ g/mol می‌باشد. شکل ظاهری این ترکیب، زرد روشن پودر بلورین است.